# Pontillas
Pontillas är en ort i Belgien.   Den ligger i provinsen Namur och regionen Vallonien, i den centrala delen av landet, 60 km sydost om huvudstaden Bryssel. Pontillas ligger 186 meter över havet och antalet invånare är 591.
Terrängen runt Pontillas är platt. Runt Pontillas är det ganska tätbefolkat, med 96 invånare per kvadratkilometer.. Närmaste större samhälle är Namur, 14,2 km sydväst om Pontillas. 
Omgivningarna runt Pontillas är en mosaik av jordbruksmark och naturlig växtlighet.